# Serie B 2015-2016 (rugby a 15)
Il campionato di serie B di rugby a 15 2015-2016 è la tredicesima edizione e rappresenta il terzo livello del campionato italiano di rugby.

## Regolamento
Il torneo prevede la partecipazione di 48 squadre divise in quattro gironi su base territoriale. I gironi 2 e 4 a loro volta sono raggruppati in due pool da 6 squadre ciascuno: le prime tre classificate al termine della prima fase accedono alla pool promozione, viceversa le altre tre accedono alla pool retrocessione.
Al termine della stagione regolare le prime due classificate dei gironi e delle pool promozione si affrontano nei play-off che determinano le quattro squadre promosse in Serie A con partite di andata e ritorno, mentre le ultime due classificate dei gironi e delle pool retrocessione retrocedono in Serie C1.

## Squadre partecipanti

### Girone 1
- Amatori Alghero
- Amatori Capoterra
- Biella
- CUS Milano
- Lecco
- Novara
- Parabiago
- Parma
- Piacenza
- Sondrio
- Varese
- VII Rugby Torino

### Girone 2

#### Pool 1
- Amatori Parma
- Bologna
- Modena
- Noceto
- Reno Bologna
- Romagna

#### Pool 2
- Firenze 1931
- Florentia
- Livorno
- Pesaro
- Tirreno
- Vasari Arezzo

### Girone 3
- Badia
- Bassa Bresciana
- Caimani
- CUS Ferrara
- CUS Padova
- Grifoni Oderzo
- Mirano
- Petrarca A
- Roccia Rubano
- Silea
- Villadose
- Villorba

### Girone 4

#### Pool 1
- Avezzano
- Capitolina A
- Civitavecchia
- Colleferro
- Frascati
- Paganica

#### Pool 2
- Amatori Catania
- Amatori Messina
- Benevento
- CUS Catania
- Heliantide
- Partenope

## Stagione regolare

### Girone 1
| 18-10-2015          | 1ª/12ª giornata        | 31-1-2016 |
| ------------------- | ---------------------- | --------- |
| 23-16               | Parabiago - Lecco      | 20-19     |
| 30-22               | Am. Capoterra - Biella | 10-20     |
| 42-7                | Varese - Novara        | 35-41     |
| 32-22 (20-0 a tav.) | Sondrio - Am. Alghero  | 6-34      |
| 19-15               | Piacenza - CUS Milano  | 31-39     |
| 14-13               | Parma - Settimo        | 12-58     |

| 8-11-2015 | 4ª/15ª giornata       | 13-3-2016 |
| --------- | --------------------- | --------- |
| 19-24     | Settimo - Parabiago   | 5-12      |
| 18-15     | Am. Alghero - Lecco   | 24-21     |
| 45-23     | Parma - Am. Capoterra | 20-13     |
| 72-8      | CUS Milano - Varese   | 37-8      |
| 20-13     | Biella - Piacenza     | 3-45      |
| 26-41     | Novara - Sondrio      | 12-45     |

| 6-12-2015 | 7ª/18ª giornata           | 10-4-2016 |
| --------- | ------------------------- | --------- |
| 44-5      | Parabiago - Am. Capoterra | 29-27     |
| 40-0      | Lecco - Biella            | 18-18     |
| 24-13     | Piacenza - Varese         | 28-0      |
| 28-20     | Sondrio - Parma           | 17-17     |
| 28-18     | Settimo - CUS Milano      | 18-16     |
| 45-0      | Am. Alghero - Novara      | 39-19     |

| 17-1-2016 | 10ª/21ª giornata            | 1-5-2016 |
| --------- | --------------------------- | -------- |
| 23-19     | Piacenza - Parabiago        | 16-18    |
| 20-25     | Sondrio - Lecco             | 19-38    |
| 26-22     | Am. Capoterra - Am. Alghero | 25-26    |
| 13-39     | Varese - Settimo            | 7-38     |
| 3-39      | Parma - Biella              | 17-34    |
| 60-10     | CUS Milano - Novara         | 16-22    |

| 25-10-2015 | 2ª/13ª giornata        | 21-2-2016 |
| ---------- | ---------------------- | --------- |
| 17-55      | Novara - Parabiago     | 17-76     |
| 25-10      | Lecco - Am. Capoterra  | 10-10     |
| 21-3       | Biella - Varese        | 28-26     |
| 19-20      | Settimo - Sondrio      | 27-21     |
| 32-17      | Am. Alghero - Piacenza | 34-38     |
| 38-12      | CUS Milano - Parma     | 17-22     |

| 15-11-2015 | 5ª/16ª giornata        | 20-3-2016 |
| ---------- | ---------------------- | --------- |
| 43-22      | Parabiago - Biella     | 28-18     |
| 79-3       | Lecco - Novara         | 29-6      |
| 21-17      | Am. Capoterra - Varese | 31-23     |
| 19-19      | Sondrio - CUS Milano   | 17-25     |
| 13-23      | Piacenza - Parma       | 27-16     |
| 38-3       | Settimo - Am. Alghero  | 33-40     |

| 13-12-2015 | 8ª/19ª giornata         | 17-4-2016 |
| ---------- | ----------------------- | --------- |
| 55-8       | CUS Milano - Parabiago  | 7-22      |
| 19-15      | Piacenza - Lecco        | 9-21      |
| 25-24      | Am. Capoterra - Sondrio | 37-33     |
| 24-20      | Varese - Am. Alghero    | 10-43     |
| 14-34      | Biella - Settimo        | 6-23      |
| 38-3       | Parma - Novara          | 19-19     |

| 24-1-2016 | 11ª/22ª giornata       | 8-5-2016 |
| --------- | ---------------------- | -------- |
| 35-24     | Parabiago - Sondrio    | 10-78    |
| 13-12     | Lecco - Varese         | 24-27    |
| 8-47      | Novara - Am. Capoterra | 28-39    |
| 28-32     | Biella - CUS Milano    | 13-27    |
| 24-23     | Settimo - Piacenza     | 0-45     |
| 26-17     | Am. Alghero - Parma    | 26-19    |

| 1-11-2015 | 3ª/14ª giornata            | 6-3-2016 |
| --------- | -------------------------- | -------- |
| 34-30     | Parabiago - Am. Alghero    | 13-22    |
| 8-26      | Lecco - Settimo            | 5-7      |
| 19-18     | Am. Capoterra - CUS Milano | 7-38     |
| 14-22     | Varese - Parma             | 10-31    |
| 24-8      | Sondrio - Biella           | 36-18    |
| 59-7      | Piacenza - Novara          | 29-21    |

| 22-11-2015 | 6ª/17ª giornata          | 3-4-2015 |
| ---------- | ------------------------ | -------- |
| 13-31      | Parma - Parabiago        | 17-34    |
| 26-20      | CUS Milano - Lecco       | 3-25     |
| 14-41      | Am. Capoterra - Piacenza | 28-37    |
| 5-37       | Varese - Sondrio         | 5-95     |
| 24-24      | Biella - Am. Alghero     | 10-57    |
| 3-66       | Novara - Settimo         | 7-54     |

| 20-12-2015 | 9ª/20ª giornata          | 24-4-2016 |
| ---------- | ------------------------ | --------- |
| 58-12      | Parabiago - Varese       | 48-19     |
| 39-10      | Lecco - Parma            | 20-17     |
| 29-26      | Settimo - Am. Capoterra  | 39-10     |
| 3-45       | Novara - Biella          | 21-29     |
| 37-20      | Sondrio - Piacenza       | 24-43     |
| 13-10      | Am. Alghero - CUS Milano | 31-28     |

#### Classifica
|  |     | Squadra           | G  | V  | N | P  | PF  | PS  | P±   | B  | Pen | Pt |
|  | --- | ----------------- | -- | -- | - | -- | --- | --- | ---- | -- | --- | -- |
|  | 1.  | Parabiago         | 22 | 18 | 0 | 4  | 684 | 481 | 203  | 13 | 0   | 85 |
|  | 2.  | VII Rugby Torino  | 22 | 16 | 0 | 6  | 635 | 347 | 288  | 14 | 0   | 78 |
|  | 3.  | Amatori Alghero   | 22 | 15 | 1 | 6  | 614 | 447 | 167  | 14 | 4   | 72 |
|  | 4.  | Piacenza          | 22 | 14 | 0 | 8  | 654 | 423 | 231  | 13 | 4   | 65 |
|  | 5.  | Lecco             | 22 | 11 | 2 | 9  | 525 | 327 | 198  | 15 | 0   | 63 |
|  | 6.  | Sondrio           | 22 | 11 | 2 | 9  | 685 | 468 | 217  | 14 | 0   | 62 |
|  | 7.  | CUS Milano        | 22 | 11 | 1 | 10 | 616 | 400 | 216  | 16 | 0   | 62 |
|  | 8.  | Amatori Capoterra | 22 | 9  | 1 | 12 | 483 | 598 | −115 | 10 | 0   | 48 |
|  | 9.  | Parma             | 22 | 8  | 2 | 12 | 424 | 542 | −118 | 6  | 0   | 42 |
|  | 10. | Biella            | 22 | 8  | 2 | 12 | 440 | 557 | −117 | 5  | 0   | 41 |
|  | 11. | Varese            | 22 | 4  | 0 | 18 | 339 | 807 | −468 | 6  | 0   | 22 |
|  | 12. | Novara            | 22 | 1  | 1 | 20 | 294 | 996 | −702 | 3  | 0   | 9  |

### Girone 2

#### Prima fase

##### Pool 1
| 18-10-2015 | 1ª/6ª giornata     | 22-11-2015 |
| ---------- | ------------------ | ---------- |
| 17-19      | Reno - Romagna     | 12-25      |
| 22-0       | Noceto - Am. Parma | 29-10      |
| 14-13      | Modena - Bologna   | 20-13      |

| 8-11-2015 | 4ª/9ª giornata      | 20-12-2015 |
| --------- | ------------------- | ---------- |
| 14-15     | Modena - Reno       | 23-34      |
| 51-14     | Noceto - Romagna    | 36-12      |
| 15-19     | Bologna - Am. Parma | 12-40      |

| 25-10-2015 | 2ª/7ª giornata   | 6-12-2015 |
| ---------- | ---------------- | --------- |
| 41-29      | Am. Parma - Reno | 30-29     |
| 32-39      | Bologna - Noceto | 5-38      |
| 23-3       | Romagna - Modena | 10-38     |

| 15-11-2015 | 5ª/10ª giornata    | 17-1-2016 |
| ---------- | ------------------ | --------- |
| 10-24      | Reno - Noceto      | 17-36     |
| 27-18      | Romagna - Reno     | 35-10     |
| 29-27      | Am. Parma - Modena | 15-25     |

| 1-11-2015 | 3ª/8ª giornata      | 13-12-2015 |
| --------- | ------------------- | ---------- |
| 31-10     | Reno - Bologna      | 16-7       |
| 3-30      | Modena - Noceto     | 6-26       |
| 29-30     | Am. Parma - Romagna | 34-35      |

###### Classifica
|  |    | Squadra       | G  | V  | N | P  | PF  | PS  | P±   | B | Pt |
|  | -- | ------------- | -- | -- | - | -- | --- | --- | ---- | - | -- |
|  | 1. | Noceto        | 10 | 10 | 0 | 0  | 331 | 109 | 222  | 9 | 49 |
|  | 2. | Romagna       | 10 | 7  | 0 | 3  | 230 | 248 | −18  | 4 | 32 |
|  | 3. | Amatori Parma | 10 | 5  | 0 | 5  | 247 | 253 | −6   | 7 | 27 |
|  | 4. | Modena        | 10 | 5  | 0 | 5  | 184 | 197 | −13  | 6 | 26 |
|  | 5. | Reno Bologna  | 10 | 3  | 0 | 7  | 199 | 240 | −41  | 4 | 16 |
|  | 6. | Bologna       | 10 | 0  | 0 | 10 | 135 | 279 | −144 | 1 | 1  |

##### Pool 2
| 18-10-2015 | 1ª/6ª giornata            | 22-11-2015 |
| ---------- | ------------------------- | ---------- |
| 17-30      | Firenze 1931 - Pesaro     | 7-38       |
| 10-13      | Tirreno - Livorno         | 22-25      |
| 12-8       | Vasari Arezzo - Florentia | 13-26      |

| 8-11-2015 | 4ª/9ª giornata               | 20-12-2015 |
| --------- | ---------------------------- | ---------- |
| 38-12     | Vasari Arezzo - Firenze 1931 | 15-36      |
| 16-8      | Tirreno - Pesaro             | 14-43      |
| 30-18     | Florentia - Livorno          | 24-20      |

| 25-10-2015 | 2ª/7ª giornata         | 6-12-2015 |
| ---------- | ---------------------- | --------- |
| 18-7       | Livorno - Firenze 1931 | 13-5      |
| 12-31      | Florentia - Tirreno    | 19-22     |
| 21-22      | Pesaro - Vasari Arezzo | 32-9      |

| 15-11-2015 | 5ª/10ª giornata         | 17-1-2016 |
| ---------- | ----------------------- | --------- |
| 37-17      | Firenze 1931 - Tirreno  | 14-15     |
| 33-10      | Pesaro - Florentia      | 18-14     |
| 10-10      | Livorno - Vasari Arezzo | 33-17     |

| 1-11-2015 | 3ª/8ª giornata           | 13-12-2015 |
| --------- | ------------------------ | ---------- |
| 24-0      | Firenze 1931 - Florentia | 15-11      |
| 38-5      | Vasari Arezzo - Tirreno  | 16-15      |
| 21-32     | Livorno - Pesaro         | 8-47       |

###### Classifica
|  |    | Squadra       | G  | V | N | P | PF  | PS  | P±  | B | Pt |
|  | -- | ------------- | -- | - | - | - | --- | --- | --- | - | -- |
|  | 1. | Pesaro        | 10 | 8 | 0 | 2 | 302 | 138 | 164 | 7 | 39 |
|  | 2. | Vasari Arezzo | 10 | 5 | 1 | 4 | 190 | 198 | −8  | 2 | 24 |
|  | 3. | Livorno       | 10 | 5 | 1 | 4 | 179 | 204 | −25 | 2 | 24 |
|  | 4. | Tirreno       | 10 | 4 | 0 | 6 | 167 | 225 | −58 | 5 | 21 |
|  | 5. | Firenze 1931  | 10 | 4 | 0 | 6 | 174 | 195 | −21 | 4 | 20 |
|  | 6. | Florentia     | 10 | 3 | 0 | 7 | 154 | 206 | −52 | 5 | 17 |

#### Seconda fase

##### Pool promozione
| 31-1-2016 | 1ª/6ª giornata          | 3-4-2016 |
| --------- | ----------------------- | -------- |
| 27-5      | Noceto - Livorno        | 31-17    |
| 27-7      | Pesaro - Am. Parma      | 49-19    |
| 11-26     | Vasari Arezzo - Romagna | 19-30    |

| 13-3-2016 | 4ª/9ª giornata         | 24-4-2016 |
| --------- | ---------------------- | --------- |
| 15-23     | Livorno - Am. Parma    | 12-29     |
| 36-0      | Noceto - Vasari Arezzo | 40-5      |
| 25-9      | Pesaro - Romagna       | 7-26      |

| 21-2-2016 | 2ª/7ª giornata            | 10-4-2016 |
| --------- | ------------------------- | --------- |
| 43-24     | Am. Parma - Vasari Arezzo | 31-17     |
| 10-43     | Livorno - Pesaro          | 5-53      |
| 9-17      | Romagna - Noceto          | 11-57     |

| 20-3-2016 | 5ª/10ª giornata        | 1-5-2016 |
| --------- | ---------------------- | -------- |
| 16-38     | Vasari Arezzo - Pesaro | 10-46    |
| 0-45      | Am. Parma - Noceto     | 8-33     |
| 29-28     | Romagna - Livorno      | 10-22    |

| 6-3-2016 | 3ª/8ª giornata          | 17-4-2016 |
| -------- | ----------------------- | --------- |
| 8-6      | Pesaro - Noceto         | 5-14      |
| 12-27    | Vasari Arezzo - Livorno | 12-16     |
| 19-18    | Am. Parma - Romagna     | 23-20     |

###### Classifica
|  |    | Squadra       | G  | V | N | P  | PF  | PS  | P±   | B | Pt |
|  | -- | ------------- | -- | - | - | -- | --- | --- | ---- | - | -- |
|  | 1. | Noceto        | 10 | 9 | 0 | 1  | 306 | 68  | 238  | 8 | 44 |
|  | 2. | Pesaro        | 10 | 8 | 0 | 2  | 298 | 122 | 176  | 5 | 37 |
|  | 3. | Amatori Parma | 10 | 6 | 0 | 4  | 202 | 257 | −55  | 2 | 26 |
|  | 4. | Romagna       | 10 | 4 | 0 | 6  | 188 | 228 | −40  | 4 | 20 |
|  | 5. | Livorno       | 10 | 3 | 0 | 7  | 157 | 269 | −112 | 1 | 13 |
|  | 6. | Vasari Arezzo | 10 | 0 | 0 | 10 | 126 | 333 | −207 | 2 | 2  |

##### Pool retrocessione
| 31-1-2016 | 1ª/6ª giornata      | 3-4-2016 |
| --------- | ------------------- | -------- |
| 12-10     | Reno - Firenze 1931 | 25-22    |
| 25-16     | Modena - Bologna    | 10-7     |
| 34-24     | Florentia - Tirreno | 18-16    |

| 13-3-2016 | 4ª/9ª giornata         | 24-4-2016 |
| --------- | ---------------------- | --------- |
| 3-38      | Firenze 1931 - Bologna | 15-46     |
| 15-13     | Reno - Florentia       | 19-26     |
| 41-5      | Modena - Tirreno       | 27-19     |

| 21-2-2016 | 2ª/7ª giornata        | 10-4-2016 |
| --------- | --------------------- | --------- |
| 35-3      | Bologna - Florentia   | 26-31     |
| 12-23     | Firenze 1931 - Modena | 24-27     |
| 21-19     | Tirreno - Reno        | 0-45      |

| 20-3-2016 | 5ª/10ª giornata        | 1-5-2016 |
| --------- | ---------------------- | -------- |
| 15-19     | Florentia - Modena     | 22-24    |
| 26-20     | Bologna - Reno         | 26-5     |
| 14-27     | Tirreno - Firenze 1931 | 10-24    |

| 6-3-2016 | 3ª/8ª giornata           | 17-4-2016 |
| -------- | ------------------------ | --------- |
| 26-35    | Modena - Reno            | 21-14     |
| 7-12     | Florentia - Firenze 1931 | 10-19     |
| 72-5     | Bologna - Tirreno        | 44-5      |

###### Classifica
|  |    | Squadra      | G  | V | N | P | PF  | PS  | P±   | B | Pt |
|  | -- | ------------ | -- | - | - | - | --- | --- | ---- | - | -- |
|  | 1. | Modena       | 10 | 9 | 0 | 1 | 242 | 170 | 72   | 5 | 41 |
|  | 2. | Bologna      | 10 | 7 | 0 | 3 | 336 | 122 | 214  | 9 | 37 |
|  | 3. | Reno Bologna | 10 | 5 | 0 | 5 | 210 | 190 | 20   | 7 | 27 |
|  | 4. | Florentia    | 10 | 4 | 0 | 6 | 179 | 209 | −30  | 7 | 23 |
|  | 5. | Firenze 1931 | 10 | 4 | 0 | 6 | 168 | 212 | −44  | 5 | 21 |
|  | 6. | Tirreno      | 10 | 1 | 0 | 9 | 119 | 351 | −232 | 2 | 6  |

### Girone 3
| 18-10-2015 | 1ª/12ª giornata         | 31-1-2016 |
| ---------- | ----------------------- | --------- |
| 22-13      | Bassa Bresciana - Silea | 22-36     |
| 23-3       | Petrarca A - Villadose  | 29-0      |
| 0-15       | Grifoni Oderzo - Roccia | 14-15     |
| 33-5       | Badia - CUS Padova      | 41-13     |
| 14-22      | CUS Ferrara - Caimani   | 8-13      |
| 20-22      | Villorba - Mirano       | 7-37      |

| 8-11-2015 | 4ª/15ª giornata          | 13-3-2016 |
| --------- | ------------------------ | --------- |
| 46-5      | Mirano - Bassa Bresciana | 47-0      |
| 32-24     | CUS Padova - Silea       | 12-15     |
| 3-31      | Villorba - Petrarca A    | 27-46     |
| 10-36     | Caimani - Grifoni Oderzo | 17-27     |
| 19-14     | Villadose - CUS Ferrara  | 8-12      |
| 24-18     | Roccia - Badia           | 22-26     |

| 6-12-2015 | 7ª/18ª giornata              | 10-4-2016 |
| --------- | ---------------------------- | --------- |
| 13-55     | Bassa Bresciana - Petrarca A | 10-58     |
| 19-17     | Silea - Villadose            | 19-20     |
| 8-22      | CUS Ferrara - Grifoni Oderzo | 10-67     |
| 34-14     | Badia - Villorba             | 14-35     |
| 51-27     | Mirano - Caimani             | 32-27     |
| 20-33     | CUS Padova - Roccia          | 13-22     |

| 17-1-2016 | 10ª/21ª giornata              | 1-5-2016 |
| --------- | ----------------------------- | -------- |
| 36-15     | CUS Ferrara - Bassa Bresciana | 0-34     |
| 23-18     | Badia - Silea                 | 30-23    |
| 38-12     | Petrarca A - CUS Padova       | 24-32    |
| 10-18     | Grifoni Oderzo - Mirano       | 15-26    |
| 27-20     | Villorba - Villadose          | 25-18    |
| 21-36     | Caimani - Roccia              | 0-25     |

| 25-10-2015 | 2ª/13ª giornata            | 21-2-2016 |
| ---------- | -------------------------- | --------- |
| 46-10      | Roccia - Bassa Bresciana   | 27-17     |
| 5-38       | Silea - Petrarca A         | 14-12     |
| 9-22       | Villadose - Grifoni Oderzo | 17-21     |
| 25-27      | Mirano - Badia             | 12-26     |
| 27-0       | CUS Padova - CUS Ferrara   | 19-12     |
| 0-20       | Caimani - Villorba         | 17-23     |

| 15-11-2015 | 5ª/16ª giornata             | 20-3-2016 |
| ---------- | --------------------------- | --------- |
| 13-8       | Bassa Bresciana - Villadose | 20-3      |
| 19-25      | Silea - Roccia              | 9-12      |
| 13-10      | Petrarca A - Grifoni Oderzo | 27-27     |
| 24-16      | Badia - Caimani             | 40-9      |
| 8-43       | CUS Ferrara - Villorba      | 0-44      |
| 38-20      | Mirano - CUS Padova         | 27-13     |

| 13-12-2015 | 8ª/19ª giornata             | 17-4-2016 |
| ---------- | --------------------------- | --------- |
| 15-13      | Caimani - Bassa Bresciana   | 32-20     |
| 12-25      | CUS Ferrara - Silea         | 12-48     |
| 22-26      | Petrarca A - Badia          | 14-17     |
| 26-20      | Grifoni Oderzo - CUS Padova | 37-21     |
| 13-45      | Villadose - Mirano          | 5-40      |
| 3-17       | Villorba - Roccia           | 12-33     |

| 24-1-2016 | 11ª/22ª giornata        | 8-5-2016 |
| --------- | ----------------------- | -------- |
| 14-48     | Bassa Bresciana - Badia | 24-39    |
| 18-23     | Silea - Grifoni Oderzo  | 12-8     |
| 13-16     | Roccia - Petrarca A     | 44-24    |
| 14-10     | Villadose - Caimani     | 13-10    |
| 45-5      | Mirano - CUS Ferrara    | 33-17    |
| 14-15     | CUS Padova - Villorba   | 15-29    |

| 1-11-2015 | 3ª/14ª giornata              | 6-3-2016 |
| --------- | ---------------------------- | -------- |
| 15-18     | Bassa Bresciana - CUS Padova | 19-54    |
| 6-9       | Silea - Mirano               | 20-14    |
| 50-0      | Petrarca A - Caimani         | 5-34     |
| 33-26     | Grifoni Oderzo - Villorba    | 15-28    |
| 26-7      | Badia - Villadose            | 39-0     |
| 3-29      | CUS Ferrara - Rubano         | 0-64     |

| 22-11-2015 | 6ª/17ª giornata            | 3-4-2015 |
| ---------- | -------------------------- | -------- |
| 30-8       | Villorba - Bassa Bresciana | 36-17    |
| 14-39      | Caimani - Silea            | 24-19    |
| 48-14      | Petrarca A - CUS Ferrara   | 33-20    |
| 18-25      | Grifoni Oderzo - Badia     | 19-27    |
| 20-22      | Villadose - CUS Padova     | 16-52    |
| 19-30      | Roccia - Mirano            | 18-14    |

| 20-12-2015 | 9ª/20ª giornata                  | 24-4-2016 |
| ---------- | -------------------------------- | --------- |
| 10-27      | Bassa Bresciana - Grifoni Oderzo | 7-88      |
| 17-31      | Silea - Villorba                 | 11-0      |
| 36-18      | Mirano - Petrarca A              | 6-44      |
| 29-0       | Roccia - Villadose               | 24-14     |
| 73-10      | Badia - CUS Ferrara              | 34-3      |
| 31-34      | CUS Padova - Caimani             | 27-29     |

#### Classifica
|  |     | Squadra         | G  | V  | N | P  | PF  | PS  | P±   | B  | Pen | Pt |
|  | --- | --------------- | -- | -- | - | -- | --- | --- | ---- | -- | --- | -- |
|  | 1.  | Badia           | 22 | 20 | 0 | 2  | 690 | 347 | 343  | 14 | 0   | 94 |
|  | 2.  | Roccia Rubano   | 22 | 19 | 0 | 3  | 592 | 283 | 309  | 14 | 0   | 90 |
|  | 3.  | Mirano          | 22 | 17 | 0 | 5  | 653 | 362 | 291  | 18 | 0   | 86 |
|  | 4.  | Petrarca A      | 22 | 14 | 1 | 7  | 668 | 366 | 302  | 17 | 0   | 75 |
|  | 5.  | Villorba        | 22 | 13 | 0 | 9  | 498 | 427 | 71   | 13 | 0   | 65 |
|  | 6.  | Grifoni Oderzo  | 22 | 12 | 1 | 9  | 565 | 379 | 186  | 12 | 0   | 62 |
|  | 7.  | Silea           | 22 | 10 | 0 | 12 | 429 | 412 | 17   | 11 | 0   | 51 |
|  | 8.  | CUS Padova      | 22 | 8  | 0 | 14 | 492 | 547 | −55  | 11 | 0   | 43 |
|  | 9.  | Caimani         | 22 | 8  | 0 | 14 | 381 | 567 | −186 | 10 | 4   | 38 |
|  | 10. | Villadose       | 22 | 4  | 0 | 18 | 244 | 541 | −297 | 8  | 0   | 24 |
|  | 11. | Bassa Bresciana | 22 | 4  | 0 | 18 | 328 | 762 | −434 | 4  | 0   | 20 |
|  | 12. | CUS Ferrara     | 22 | 2  | 0 | 20 | 218 | 765 | −547 | 4  | 4   | 8  |

### Girone 4

#### Prima fase

##### Pool 1
| 18-10-2015         | 1ª/6ª giornata               | 22-11-2015 |
| ------------------ | ---------------------------- | ---------- |
| 8-11               | Avezzano - Colleferro        | 3-25       |
| 7-41               | Capitolina A - Civitavecchia | 15-27      |
| n.d. (0-20 a tav.) | Frascati - Paganica          | n.d.       |

| 8-11-2015 | 4ª/9ª giornata            | 20-12-2015 |
| --------- | ------------------------- | ---------- |
| n.d.      | Frascati - Avezzano       | n.d.       |
| 6-3       | Capitolina A - Colleferro | 15-24      |
| 24-26     | Paganica - Civitavecchia  | 30-28      |

| 25-10-2015         | 2ª/7ª giornata           | 6-12-2015 |
| ------------------ | ------------------------ | --------- |
| 45-7               | Civitavecchia - Avezzano | 30-7      |
| 23-13              | Paganica - Capitolina A  | 17-37     |
| n.d. (20-0 a tav.) | Colleferro - Frascati    | n.d.      |

| 15-11-2015 | 5ª/10ª giornata          | 17-1-2016 |
| ---------- | ------------------------ | --------- |
| 13-20      | Avezzano - Capitolina A  | 10-36     |
| 28-31      | Colleferro - Paganica    | 14-39     |
| n.d.       | Civitavecchia - Frascati | n.d.      |

| 1-11-2015          | 3ª/8ª giornata             | 13-12-2015 |
| ------------------ | -------------------------- | ---------- |
| 24-25              | Avezzano - Paganica        | 0-48       |
| n.d. (0-20 a tav.) | Frascati - Capitolina A    | n.d.       |
| 35-10              | Civitavecchia - Colleferro | 32-34      |

###### Classifica
|  |    | Squadra       | G | V | N | P | PF  | PS  | P±   | B | Pen | Pt |
|  | -- | ------------- | - | - | - | - | --- | --- | ---- | - | --- | -- |
|  | 1. | Civitavecchia | 8 | 6 | 0 | 2 | 264 | 134 | 130  | 9 | 0   | 33 |
|  | 2. | Paganica      | 8 | 6 | 0 | 2 | 237 | 170 | 67   | 4 | 8   | 20 |
|  | 3. | Colleferro    | 8 | 4 | 0 | 4 | 149 | 169 | −20  | 3 | 0   | 19 |
|  | 4. | Capitolina A  | 8 | 4 | 0 | 4 | 149 | 158 | −9   | 2 | 4   | 14 |
|  | 5. | Avezzano      | 8 | 0 | 0 | 8 | 72  | 240 | −168 | 3 | 0   | 3  |
|  | 6. | Frascati      | 0 | 0 | 0 | 0 | 0   | 0   | 0    | 0 | 0   | 0  |

##### Pool 2
| 18-10-2015         | 1ª/6ª giornata            | 22-11-2015 |
| ------------------ | ------------------------- | ---------- |
| 25-5 (20-0 a tav.) | Benevento - Heliantide    | 14-13      |
| 7-21               | CUS Catania - Am. Catania | 8-20       |
| 16-7               | Am. Messina - Partenope   | 0-20       |

| 8-11-2015 | 4ª/9ª giornata           | 20-12-2015 |
| --------- | ------------------------ | ---------- |
| 7-20      | Am. Messina - Benevento  | 29-38      |
| 17-7      | CUS Catania - Heliantide | 17-27      |
| 28-10     | Partenope - Am. Catania  | 3-29       |

| 25-10-2015 | 2ª/7ª giornata           | 6-12-2015 |
| ---------- | ------------------------ | --------- |
| 7-3        | Am. Catania - Benevento  | 21-21     |
| 49-6       | Partenope - CUS Catania  | 17-20     |
| 10-20      | Heliantide - Am. Messina | 16-14     |

| 15-11-2015 | 5ª/10ª giornata           | 17-1-2016 |
| ---------- | ------------------------- | --------- |
| 78-12      | Benevento - CUS Catania   | 27-3      |
| 10-26      | Heliantide - Partenope    | 28-13     |
| 14-8       | Am. Catania - Am. Messina | 17-22     |

| 1-11-2015 | 3ª/8ª giornata            | 13-12-2015 |
| --------- | ------------------------- | ---------- |
| 23-13     | Benevento - Partenope     | 31-21      |
| 7-8       | Am. Messina - CUS Catania | 39-24      |
| 30-11     | Am. Catania - Heliantide  | 25-20      |

###### Classifica
|  |    | Squadra         | G  | V | N | P | PF  | PS  | P±   | B | Pen | Pt |
|  | -- | --------------- | -- | - | - | - | --- | --- | ---- | - | --- | -- |
|  | 1. | Benevento       | 10 | 8 | 1 | 1 | 275 | 126 | 149  | 5 | 0   | 39 |
|  | 2. | Amatori Catania | 10 | 7 | 1 | 2 | 194 | 131 | 63   | 4 | 0   | 34 |
|  | 3. | Amatori Messina | 10 | 4 | 0 | 6 | 162 | 174 | −12  | 5 | 0   | 21 |
|  | 4. | Partenope       | 10 | 4 | 0 | 6 | 197 | 173 | 24   | 3 | 0   | 19 |
|  | 5. | CUS Catania     | 10 | 3 | 0 | 7 | 122 | 292 | −170 | 0 | 0   | 12 |
|  | 6. | Heliantide      | 10 | 3 | 0 | 7 | 142 | 196 | −54  | 4 | 16  | 0  |

#### Seconda fase

##### Pool promozione
| 31-1-2016 | 1ª/6ª giornata             | 3-4-2016 |
| --------- | -------------------------- | -------- |
| 32-21     | Civitavecchia - Colleferro | 22-29    |
| 20-13     | Am. Catania - Am. Messina  | 13-16    |
| 34-21     | Benevento - Paganica       | 35-31    |

| 13-3-2016 | 4ª/9ª giornata            | 24-4-2016 |
| --------- | ------------------------- | --------- |
| 13-17     | Colleferro - Am. Messina  | 14-28     |
| 15-14     | Civitavecchia - Benevento | 10-37     |
| 31-7      | Am. Catania - Paganica    | 43-7      |

| 21-2-2016 | 2ª/7ª giornata           | 10-4-2016 |
| --------- | ------------------------ | --------- |
| 9-9       | Am. Messina - Benevento  | 3-12      |
| 19-22     | Colleferro - Am. Catania | 11-53     |
| 10-19     | Paganica - Civitavecchia | 19-39     |

| 20-3-2016 | 5ª/10ª giornata             | 1-5-2016 |
| --------- | --------------------------- | -------- |
| 31-24     | Benevento - Am. Catania     | 34-26    |
| 24-27     | Am. Messina - Civitavecchia | 6-28     |
| 10-11     | Paganica - Colleferro       | 14-14    |

| 6-3-2016 | 3ª/8ª giornata              | 17-4-2016 |
| -------- | --------------------------- | --------- |
| 29-36    | Am. Catania - Civitavecchia | 12-27     |
| 27-14    | Benevento - Colleferro      | 37-14     |
| 42-14    | Am. Messina - Paganica      | 40-22     |

###### Classifica
|  |    | Squadra         | G  | V | N | P | PF  | PS  | P±   | B | Pt |
|  | -- | --------------- | -- | - | - | - | --- | --- | ---- | - | -- |
|  | 1. | Benevento       | 10 | 8 | 1 | 1 | 270 | 167 | 103  | 7 | 41 |
|  | 2. | Civitavecchia   | 10 | 8 | 0 | 2 | 255 | 201 | 54   | 6 | 38 |
|  | 3. | Amatori Catania | 10 | 5 | 0 | 5 | 273 | 201 | 72   | 9 | 29 |
|  | 4. | Amatori Messina | 10 | 5 | 1 | 4 | 201 | 172 | 29   | 5 | 27 |
|  | 5. | Colleferro      | 10 | 2 | 1 | 7 | 160 | 262 | −102 | 2 | 12 |
|  | 6. | Paganica        | 10 | 0 | 1 | 9 | 155 | 311 | −156 | 3 | 5  |

##### Pool retrocessione
| 31-1-2016 | 1ª/6ª giornata           | 3-4-2016 |
| --------- | ------------------------ | -------- |
| 21-10     | Capitolina A - Avezzano  | 24-22    |
| 13-19     | CUS Catania - Heliantide | 19-34    |
| Rip.      | Partenope                |          |

| 13-3-2016 | 4ª/9ª giornata           | 24-4-2016 |
| --------- | ------------------------ | --------- |
| 19-18     | Avezzano - Heliantide    | 7-34      |
| 44-7      | Capitolina A - Partenope | 41-10     |
| Rip.      | CUS Catania              |           |

| 21-2-2016 | 2ª/7ª giornata         | 10-4-2016 |
| --------- | ---------------------- | --------- |
| 28-28     | Heliantide - Partenope | 22-20     |
| 26-17     | Avezzano - CUS Catania | 12-26     |
| Rip.      | Capitolina A           |           |

| 20-3-2016 | 5ª/10ª giornata           | 1-5-2016 |
| --------- | ------------------------- | -------- |
| 31-23     | Partenope - CUS Catania   | 5-37     |
| 24-21     | Heliantide - Capitolina A | 6-43     |
| Rip.      | Avezzano                  |          |

| 6-3-2016 | 3ª/8ª giornata             | 17-4-2016 |
| -------- | -------------------------- | --------- |
| 3-33     | CUS Catania - Capitolina A | 8-27      |
| 21-9     | Partenope - Avezzano       | 6-8       |
| Rip.     | Heliantide                 |           |

###### Classifica
|  |    | Squadra      | G | V | N | P | PF  | PS  | P±  | B | Pt |
|  | -- | ------------ | - | - | - | - | --- | --- | --- | - | -- |
|  | 1. | Capitolina A | 8 | 7 | 0 | 1 | 254 | 90  | 164 | 6 | 34 |
|  | 2. | Heliantide   | 8 | 5 | 1 | 2 | 185 | 170 | 15  | 4 | 26 |
|  | 3. | Avezzano     | 8 | 3 | 0 | 5 | 113 | 167 | −54 | 1 | 13 |
|  | 4. | Partenope    | 8 | 2 | 1 | 5 | 128 | 212 | −84 | 2 | 12 |
|  | 5. | CUS Catania  | 8 | 2 | 0 | 6 | 146 | 187 | −41 | 3 | 11 |

## Play-off promozione

### Andata
| Settimo Torinese 22 maggio 2016, ore 15:30 CEST | VII Rugby Torino | 16 – 18 | Noceto |  |

| Rubano 22 maggio 2016, ore 15:30 CEST | Roccia Rubano | 15 – 7 | Benevento |  |

| Pesaro 22 maggio 2016, ore 15:30 CEST | Pesaro | 22 – 19 | Parabiago |  |

| Civitavecchia 22 maggio 2016, ore 15:30 CEST | Civitavecchia | 18 – 10 | Badia |  |

### Ritorno
| Noceto 29 maggio 2016, ore 15:30 CEST | Noceto | 26 – 21 | VII Rugby Torino |  |

| Benevento 29 maggio 2016, ore 15:30 CEST | Benevento | 19 – 3 | Roccia Rubano |  |

| Parabiago 29 maggio 2016, ore 15:30 CEST | Parabiago | 15 – 13 | Pesaro |  |

| Badia Polesine 29 maggio 2016, ore 15:30 CEST | Badia | 25 – 10 | Civitavecchia |  |

## Verdetti
- Badia, Benevento, Noceto, Pesaro e Parabiago[1] promosse in serie A
- Bassa Bresciana, CUS Catania, CUS Ferrara, Firenze 1931, Novara, Tirreno e Varese retrocesse in serie C1